# Rivière aux Saumons (vattendrag i Kanada, lat 45,35, long -71,86)
Rivière aux Saumons är ett vattendrag i Kanada.   Det ligger i provinsen Québec, i den sydöstra delen av landet, 300 km öster om huvudstaden Ottawa.
Runt Rivière aux Saumons är det i huvudsak tätbebyggt. Runt Rivière aux Saumons är det ganska tätbefolkat, med 248 invånare per kvadratkilometer.